# امهرسپندان
امهرسپندان فرزندان هرمزدبغ یا انسان نخستین در دین مانوی می‌باشند. بنابر اساطیر آفرینش مانوی زمانی که بین جهان نور و تاریکی اختلاف رخ می‌دهد زروان یا خدای روشنایی ابتدا مادر زندگی را خلق کرده و از او هرمزدبغ را می‌آفریند که به جنگ دیوان برود. هرمزدبغ نیز از وجود خود پنج فرزند را که فروزه‌های نورانی او هستند پدیدار می‌کند. این فرزندان که عبارتند از فَروَهَر، باد، روشنی، آب و آتش در نبرد هرمزدبغ با دیوان تاریکی او را یاری می‌دهند. هرمزدبغ در آن نبرد شکست می‌خورد و به اعماق دوزخ فرو می‌افتد و فرزندانش را رها می‌کند و دیوان آن فروزه‌های نورانی را می‌بلعند. اینجا آمیزش نور و تاریکی به وجود می‌آید و در نهایت از همین فروزه‌های نورانی بلعیده‌ شده روح و روان آدمیان و جهانیان پدید می‌آیند که در ترکیب با عناصر ظلمت که منشا جهان مادی هستند، ترکیب شده و جهان مادی-مینوی کنونی از آن‌ها زاده می‌شود.

## منبع
- اسطوره آفرینش در آیین مانی.دکتر ابوالقاسم اسماعیل پور.نشر کاروان.چاپ سوم.۱۳۸۵